# Dasyllis croceiventris
Dasyllis croceiventris är en tvåvingeart som beskrevs av Christian Rudolph Wilhelm Wiedemann 1821. Dasyllis croceiventris ingår i släktet Dasyllis och familjen rovflugor. Inga underarter finns listade i Catalogue of Life.